# Kinne kontrakt
Kinne kontrakt, före 1970 Kinna kontrakt, var ett kontrakt inom Svenska kyrkan i Skara stift. Kontraktet upphörde 31 december 2000 då huvuddelen av ingående församlingar övergick till Kålland-Kinne kontrakt.
Kontraktskoden var 0304.

## Administrativ historik
Kontraktet omfattade från före 1962
- Götene församling
- Holmestads församling
- Vättlösa församling
- Kinne-Vedums församling
- Forshems församling
- Fullösa församling
- Medelplana församling
- Västerplana församling
- Österplana församling
- Kestads församling
- Källby församling
- Broby församling
- Skeby församling
- Hangelösa församling
- Husaby församling
- Skälvums församling
- Ova församling
- Kinne-Kleva församling som 1992 uppgick i Kleva-Sils församling
- Sils församling som 1992 uppgick i Kille-Sils församling
- Ledsjö församling

samt församlingar som vid upplösningen övergick till Vadsbo kontrakt
- Björsäters församling
- Lugnås församling
- Bredsäters församling